# 목동자리 에타
목동자리 에타는 목동자리에 있는 항성이다. 이 별의 고유 명칭으로는 무프리드(아랍어로 ‘특별한 존재’라는 의미임) 또는 사아크가 있다. 플램스티드 명명법으로는 목동자리 8이라고 부른다.
분광형으로 미루어 보아 목동자리 에타는 수소보다 무거운 원소의 함량이 매우 많다. 실제 이 별의 수소에 대한 철의 함량은 원반종족에 있는 주계열성들의 상한선에 가까운 것으로 보인다.
이 별은 분광쌍성으로도 관측되어 왔으며, 구성원 둘은 서로의 질량중심을 494일 주기로 돈다. 그러나 반점 간섭기를 통해 이 별의 상을 따로 구한 적은 없다.
목동자리 에타는 지구 밤하늘에서 아크투르스와 가까이 있는 것처럼 보이며, 실제로 두 별은 가장 가까이 붙어 있는 존재이기도 하다. 두 별의 지구로부터의 거리는 거의 같으며 둘 사이는 3.24광년 떨어져 있다. 서로 쳐다본 상대 별은 밤하늘에서 매우 밝게 빛날 것이다. 아크투르스는 목동자리 에타에서 볼 때 -5.2 등급으로 밝게 빛날 것이며, 이는 지구에서 바라본 금성 밝기의 거의 두 배에 이른다. 반대로 아크투르스에서 무프리드는 -2.5 등급으로 빛날 것이며 이는 지구에서 바라본 시리우스 밝기의 두 배에 이른다.

## 참고 문헌
- T. V. Mishenina, 1998, "The chemical compositions of two stars with enhanced metallicities", Astronomy Reports, Vol. 42, Issue 2.